# Telimenella phacidioidea
Telimenella phacidioidea är en svampart som beskrevs av M.E. Barr 1977. Telimenella phacidioidea ingår i släktet Telimenella och familjen Phyllachoraceae.   Inga underarter finns listade i Catalogue of Life.